# Heiko Hunger
Heiko Hunger (Sebnitz, RDA, 24 de junio de 1964) es un deportista alemán que compitió en salto en esquí.
Ganó una medalla de bronce en el Campeonato Mundial de Esquí Nórdico de 1991, en la prueba de trampolín grande por equipo. Participó en los Juegos Olímpicos de Albertville 1992, ocupando el quinto lugar en la misma prueba.

## Palmarés internacional
| Campeonato Mundial | Campeonato Mundial     | Campeonato Mundial | Campeonato Mundial |
| Año                | Lugar                  | Medalla            | Prueba             |
| ------------------ | ---------------------- | ------------------ | ------------------ |
| 1991               | Val di Fiemme (Italia) | Medalla de bronce  | TG por equipos     |